# Степовий біогеографічний регіон

Біогеографічні регіони Європи й Туреччини: арктичний, бореальний, атлантичний, континентальний, альпійський, паннонський, середземноморський, макаронезійський, степовий, чорноморський та анатолійський регіони

Степовий біогеографічний регіон — біогеографічний регіон Європи, визначений Європейським агентством з навколишнього середовища.

## Протяжність
Степовий регіон охоплює частину Румунії на схід від столиці Бухареста, продовжується на півдні Молдови, України, Росії й через західний Казахстан поширюється на захід до Азії, де простягається до передгір'я Алтайських гір на кордонах Монголії. Він має низинні рівнини та пагорби або плато із середньою висотою 200–300 метрів.

## Середовище
Степовий клімат, як правило, континентальний з різко холодною зимою та теплим сухим літом. Різниця температур є значною і може коливатися від -15°C у січні до +30°C у липні. Гарячі вітри також поширені влітку. Залежно від їх сили та напряму вони можуть призвести до різких коливань температури навіть протягом одного дня. Такі кліматичні умови щороку провокують багатомісячну посуху. Внаслідок цього дерева майже повністю відсутні, за винятком як уздовж водотоків, поблизу водно-болотних угідь або на західній околиці регіону, де рослинність зливається з лісами помірного та субсередземноморського поясу. Замість дерев панують величезні смуги трав та інших посухостійких рослин.
Природною рослинністю є здебільшого такі трави, як пирій повзучий (Elymus repens), ковила (Stipa), костриця (Festuca), серед яких розрізнені трав'янисті рослини, такі як перстач (Potentilla), дивина (Verbascum), полин (Artemisia). Ґрунти, багаті гумусом, дуже родючі, і значна частина регіону була перетворена на оброблені землі, з невеликою кількістю залишків первісної рослинності.
Зараз все важче знайти осередки природної рослинності, і вони, як правило, обмежуються важкодоступними місцями. Степ є життєво важливим притулком для багатьох рослин і тварин, які є типовими для Степового регіону, таких як яструб коротконогий (Accipiter brevipes), тхір степовий (Mustela eversmanni), Mesocricetus newtoni.
Загальна нестача води призвела до того, що багато річок і озер регіону були відведені або осушені для зрошення чи створення нових сільськогосподарських угідь. Ті, які досі неушкоджені, зараз сильно забруднені навколишніми сільськогосподарськими угіддями.
Відсутність природного притулку сильно вплинула на тип тварин. Дрібні гризуни, як-от ховрах європейський (Spermophilus citellus), ховрах крапчастий (Spermophilus suslicus) і бабак степовий (Marmota bobak) добре пристосувалися до жаркого посушливого клімату, зариваючись у м'який ґрунт. Велика кількість дрібних гризунів приваблює, своєю чергою, ряд більших ссавців, таких як перегузня звичайна (Vormela peregusna), шакал звичайний (Canis aureus) і тхір степовий (Mustela eversmanni), а також багато хижих птахів, як-от змієїд (Circaetus gallicus), орел степовий (Aquila nipalensis), могильник східний (Aquila heliaca) і балабан (Falco cherrug). Іншими типовими птахами степу є журавель степовий (Anthropoides virgo), дрохва Otis tarda і багато видів вівсянок, перепелів і куріпок, а також жайворонків і щевриків.
Що стосується пишних річкових долин Нижнього Дунаю та Пруту, то вони є притулком для всіляких або рідкісних видів, не в останню чергу для перелітних птахів. Нижній Дунай і його пишна зелена рослинність різко контрастує з навколишніми степами. Тут зафіксовано не менше восьми рідкісних видів кажанів і одинадцять видів риб, зазначених у Директиві про місця існування. 
Всього в Степу представлено 39 видів Директиви, включаючи ряд незвичайних рослин, таких як Pontechium maculatum, стрічкоязичник козячий (Himantoglossum caprinum) і Potentilla emilii-popii.